# Duncan McFarlan
Duncan McFarlan (* in Laurel Hill, Scotland County, North Carolina; † 7. September 1816 ebenda) war ein US-amerikanischer Politiker. Zwischen 1805 und 1807 vertrat er den Bundesstaat North Carolina im US-Repräsentantenhaus.

## Werdegang
Duncan McFarlan besuchte die öffentlichen Schulen seiner Heimat und wurde danach in der Landwirtschaft tätig. Gleichzeitig begann er eine politische Laufbahn. Im Jahr 1792 wurde er in das Repräsentantenhaus von North Carolina gewählt. Zwischen 1793 und 1809 saß er mehrfach im Staatssenat. Ende der 1790er Jahre schloss er sich der von Thomas Jefferson gegründeten Demokratisch-Republikanischen Partei an. Im Jahr 1802 kandidierte er noch erfolglos für den Kongress.
Bei den Kongresswahlen des Jahres 1804 wurde McFarlan dann im siebten Wahlbezirk von North Carolina in das US-Repräsentantenhaus in Washington, D.C. gewählt, wo er am 4. März 1805 die Nachfolge von Samuel D. Purviance antrat. Bis zum 3. März 1807 konnte er eine Legislaturperioden im Kongress absolvieren. Nach seinem Ausscheiden aus dem US-Repräsentantenhaus arbeitete Duncan McFarlan im Handel und in der Landwirtschaft. Er starb am 7. September 1816 in seinem Geburtsort Laurel Hill.